# Kuala Abang
Kuala Abang – kampong (wieś) w Brunei; w dystrykcie Tutong; 3 tys. mieszkańców (2006). Przemysł spożywczy.